# Pristimantis cajamarcensis
Pristimantis cajamarcensis är en groddjursart som först beskrevs av Barbour och Noble 1920.  Pristimantis cajamarcensis ingår i släktet Pristimantis och familjen Strabomantidae. IUCN kategoriserar arten globalt som livskraftig. Inga underarter finns listade i Catalogue of Life.